# Inondations de 2020 du Kerala
 (août 2020).
Si vous disposez d'ouvrages ou d'articles de référence ou si vous connaissez des sites web de qualité traitant du thème abordé ici, merci de compléter l'article en donnant les références utiles à sa vérifiabilité et en les liant à la section « Notes et références ».
Les inondations du Kerala en 2020 sont de graves inondations survenues le 7 août 2020 qui ont affecté le Kerala, en Inde, en raison de fortes pluies pendant la saison de la mousson. Les inondations ont fait au moins 22 morts. Le Kerala avait déjà été inondé en 2018 (en) et en 2019 (en).  De fortes pluies à Idukki ont provoqué un glissement de terrain grave à Munnar dans lequel au moins 52 personnes sont mortes et près de 19 ont été portées disparues. Comme mesure de sécurité pendant la situation dominante de fortes pluies, le service météorologique indien a émis une alerte rouge pour les districts de Wayanad, de Kozhikkode et d'Idukki. Une alerte orange a également été lancée pour cinq districts. Le même jour, le vol Air India Express 1344 transportant 191 personnes s'est écrasé dans le Kerala, entraînant la mort de 18 personnes et la blessure de plusieurs autres. En effet, la piste de l'aéroport de Calicut était inondée et la visibilité était moindre en raison de fortes pluies. Le 9 août 2020, 49 personnes sont mortes lors d'un glissement de terrain dans une plantation de thé à Rajamala.

## Causes
L'augmentation artificielle des précipitations a été causée par une poussée de mousson, qui a été aidée par un fort courant somalien (en) (ou jet somalien) et une dépression sur la baie du Bengale qui a entraîné de forts vents de mousson vers la côte ouest de l'Inde. Les vents d'ouest étaient exceptionnellement forts au niveau de 850 hPa, ce qui a aidé les courants de mousson à pénétrer dans les ghats. Bien que les précipitations normales pour le Kerala pour tout le mois d'août ne soient que de 427 mm, l'État a reçu 476 mm au cours des dix premiers jours d'août.

## Sauvetage

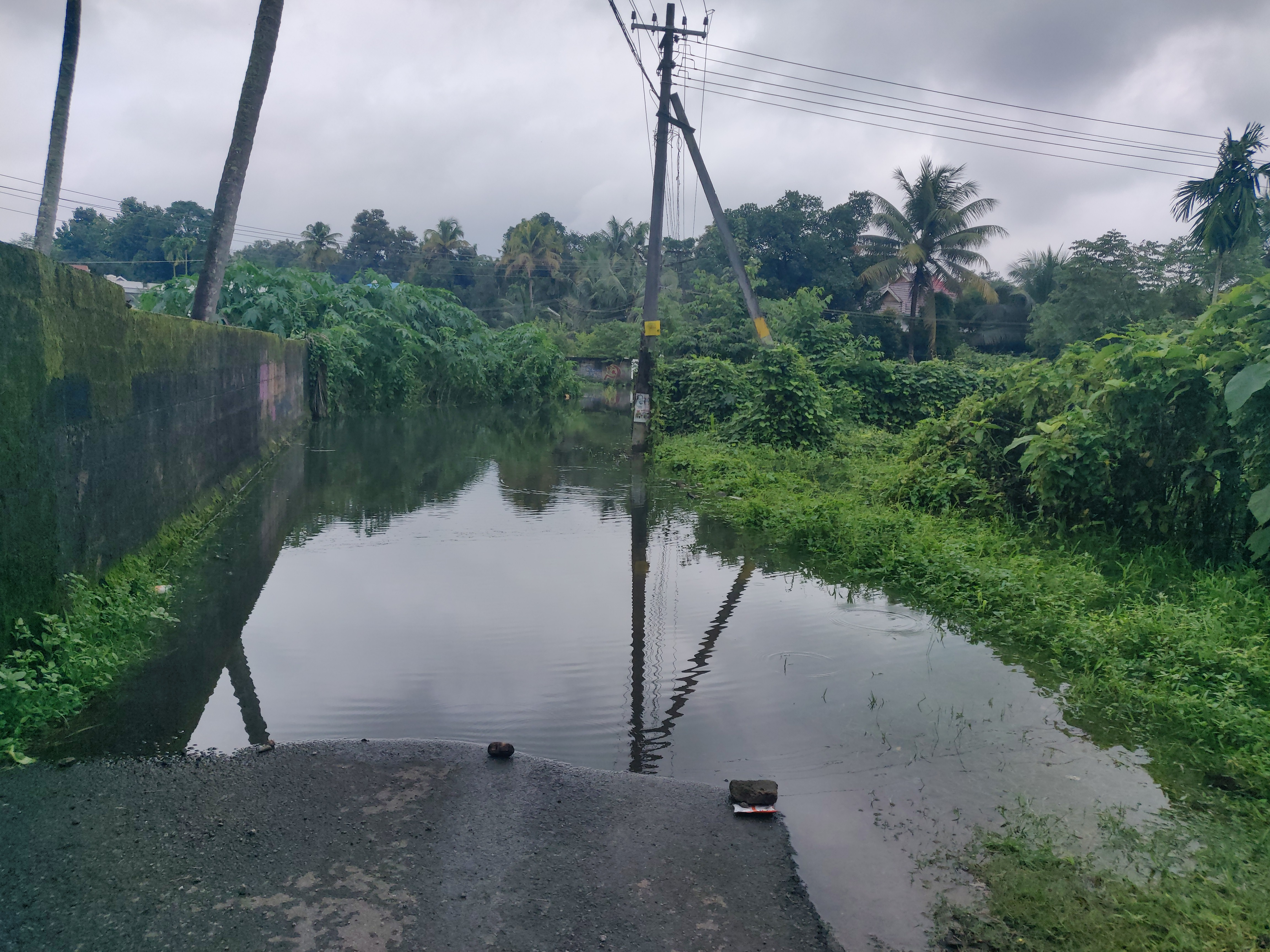
Une route inondée à Angamally en 2020

L'Autorité de gestion des catastrophes de l'État du Kerala, la police du Kerala, l'armée de l'air indienne, des civils, des volontaires et des pêcheurs de la côte du Kerala participent activement aux opérations de sauvetage dans les régions touchées par les inondations.